# 莫尔纳·伊什特万
莫尔纳·伊什特万（匈牙利語：Molnár István，1913年1月5日—1983年7月1日），匈牙利男子水球运动员。他曾代表匈牙利国家队参加1936年夏季奥林匹克运动会水球比赛，获得一枚金牌。